# Aloe graminicola
Aloe graminicola é uma espécie de liliopsida do gênero Aloe, pertencente à família Asphodelaceae.